# Radiology
Radiology ist eine wissenschaftliche Fachzeitschrift mit Peer-Review, die seit 1923 existiert und von der Radiological Society of North America herausgegeben wird.
Sie erscheint monatlich und veröffentlicht originäre Forschungsergebnisse, Übersichtsartikel und andere Beiträge aus dem Bereich der Radiologie. Der Peer-Review-Prozess wird in Form von Doppelblindgutachten durchgeführt.
Radiology funktioniert nach einem hybriden Finanzierungsmodell. Im Standardfall erfordert der Zugriff auf die Artikel ein kostenpflichtiges Abonnement; 12 Monate nach ihrem Erscheinen werden die Artikelvolltexte jedoch kostenlos zugänglich. Überdies können Autoren gegen zusätzliche Veröffentlichungsgebühren von 3000 US-Dollar pro Artikel diese als Gold Open Access den Lesern für diese sofort kostenfrei unter einer CC-BY-Lizenz zugänglich machen. Zu finanziell für die Autoren günstigeren Konditionen steht eine Green Open Access-Option offen. Bei dieser sind die Artikel erst nach sechs Monaten kostenlos zugänglich, ihre Nutzung ist zudem auch danach nur zu nichtkommerziellen Zwecken erlaubt, und eine Wiederveröffentlichung von Artikelmaterial nach Veränderung oder Bearbeitung ist den Nutzern nicht gestattet (CC-BY-NC-ND-Lizenz).
Mit einem Impact Factor (IF) von 7,608 für das Jahr 2018 nimmt die Zeitschrift in der Statistik der Journal Citation Reports (JCR) den vierten von 129 Plätzen im Bereich Radiologie, Nuklearmedizin und medizinische Bildgebungsverfahren ein. Bezüglich der absoluten Zitationszahlen steht das Journal mit 54.641 Zitaten aus dem Jahr 2018 an zweiter Stelle in seiner Kategorie (hinter Neuroimage).
Wissenschaftlicher Herausgeber von Radiology ist David A. Bluemke von der University of Wisconsin–Madison (USA).